# Fazenda Babilônia
A Fazenda Babilônia, ou Engenho de São Joaquim, como era conhecido na época em que foi construído, se encontra na cidade de Pirenópolis, na região Centro-Oeste, no do estado de Goiás, no Brasil.

## História

### Antecedentes
Encomendada pelo comendador Joaquim Alves de Oliveira, grande produtor rural, dono do povoado de Minas de Meia Ponte, atual Pirenópolis, e construída por escravos, a Fazenda Babilônia foi um dos maiores engenhos de cana de açúcar do Brasil Colonial. Foi apelidada com esse nome por conta de sua grandiosidade. Inicialmente, seus proprietários não residiam no engenho. Contudo, em 1805, Alves de Oliveira encomendou o grandioso casarão, de cerca de 2 mil metros quadrados.

### A fazenda
O Engenho é levantado em paredes de pau a pique e sustentada por esteios e lagas vigas de madeira. que vencem vãos de até 15 metros.
O telhado, coberto por telhas cocha, é composto por caibros roliços, com diâmetro de aproximadamente 20 centímetros. As cavilhas de madeira são unidas ao madeirame por encaixes muito precisos, e até mesmo as dobradiças da fazenda são feitas de madeira. Isso muito se explica devido à carência de metal no início do Século XIX, que se devia, por sua vez, aos altos custos de importação.
O casarão é cercado por um grande muro de pedra, erguido pelos escravos, circulando, ainda, o pasto, o curral e as outras áreas construídas do engenho.
Existe ainda, na varanda da sede da fazenda, uma capela, que se estende por toda a frente da casa. O altar é estreito e acimentado por um nicho, onde está, sobre um retábulo de madeira, uma imagem de Nossa Senhora da Conceição.
O proprietário da fazenda, Joaquim Alves morreu no ano de 1851.

### Declínio

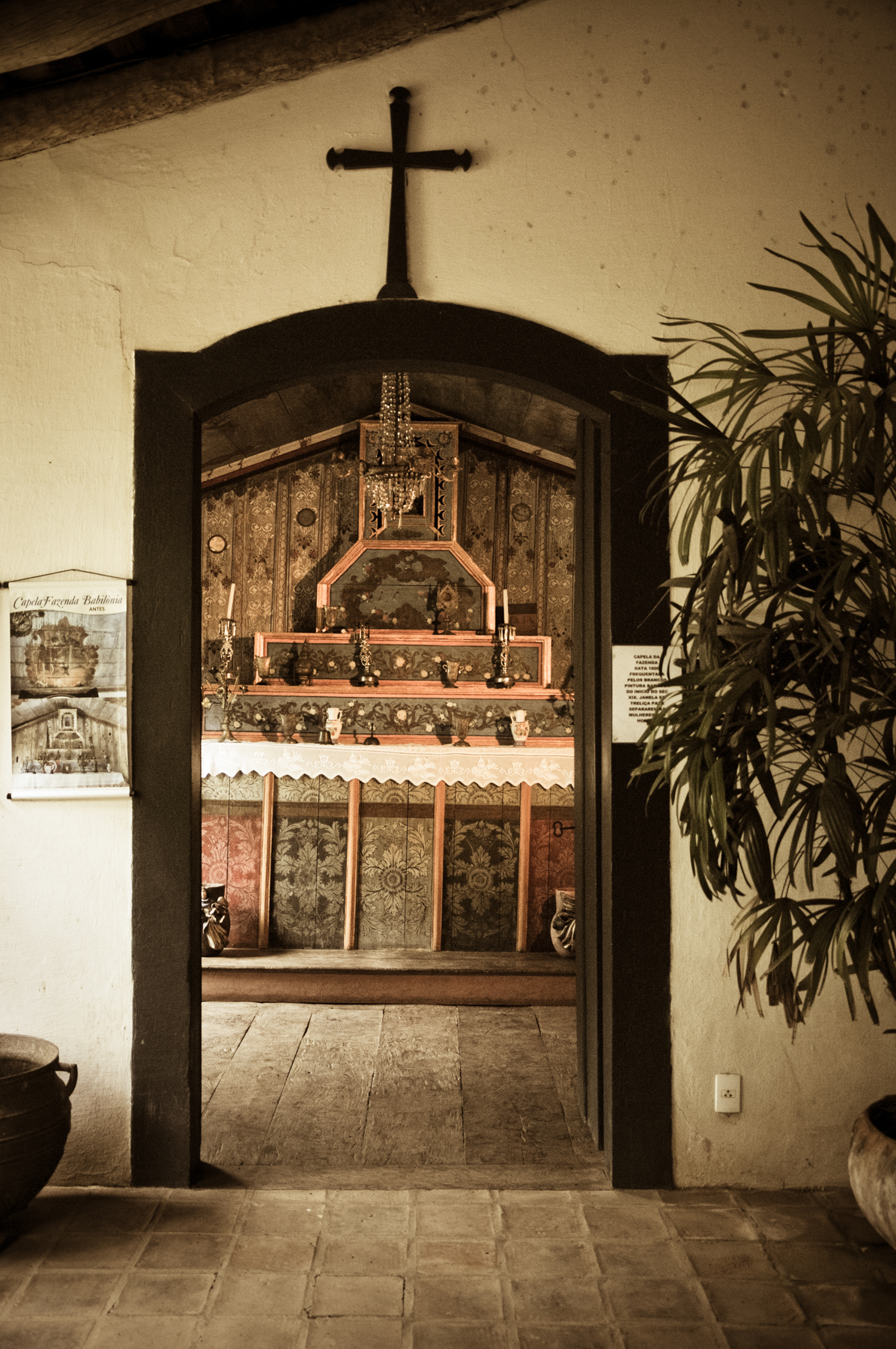
Vista da Capela da Fazenda Babilônia

Joaquim Alves morreu em 1851, deixando a fazenda para seus herdeiros. Por conta dos altos custos do transporte e exportação de mercadorias e com a decadência dos antes preciosos algodão e Cana-de-açúcar, a família não conseguiu manter o engenho. A propriedade foi, então, vendida pata a família de Telma Lopes Machado, atual proprietária, da quarta geração de proprietários desde que o engenho foi vendido. A família, desde a aquisição do imóvel até hoje, têm mantido a propriedade em sua forma original, preservando os espaços e seus patrimônios.

### Mudanças no espaço físico
Quando o Comendador decidiu se mudar com sua família para o Engenho, algumas mudanças drásticas aconteceram nele. A mais considerável foi a construção do próprio casarão, a parte da fazenda melhor mantida nos dias de hoje. Contudo, outras mudanças no espaço construído aconteceram com a chegada de Joaquim Alves.
A senzala, que abrigava os escravos do engenho, foi demolida com a chegada do Comendador. Não se sabe a data desse acontecimento, mas arqueólogos já comprovaram que ela, de fato, existiu. Partindo de escavações e registros na sede, se obtiveram algumas informações sobre essa construção. Pode se dizer que foi a única senzala arruada da região, e também a única que possuía equipamentos básicos de higiene.

### Relíquias

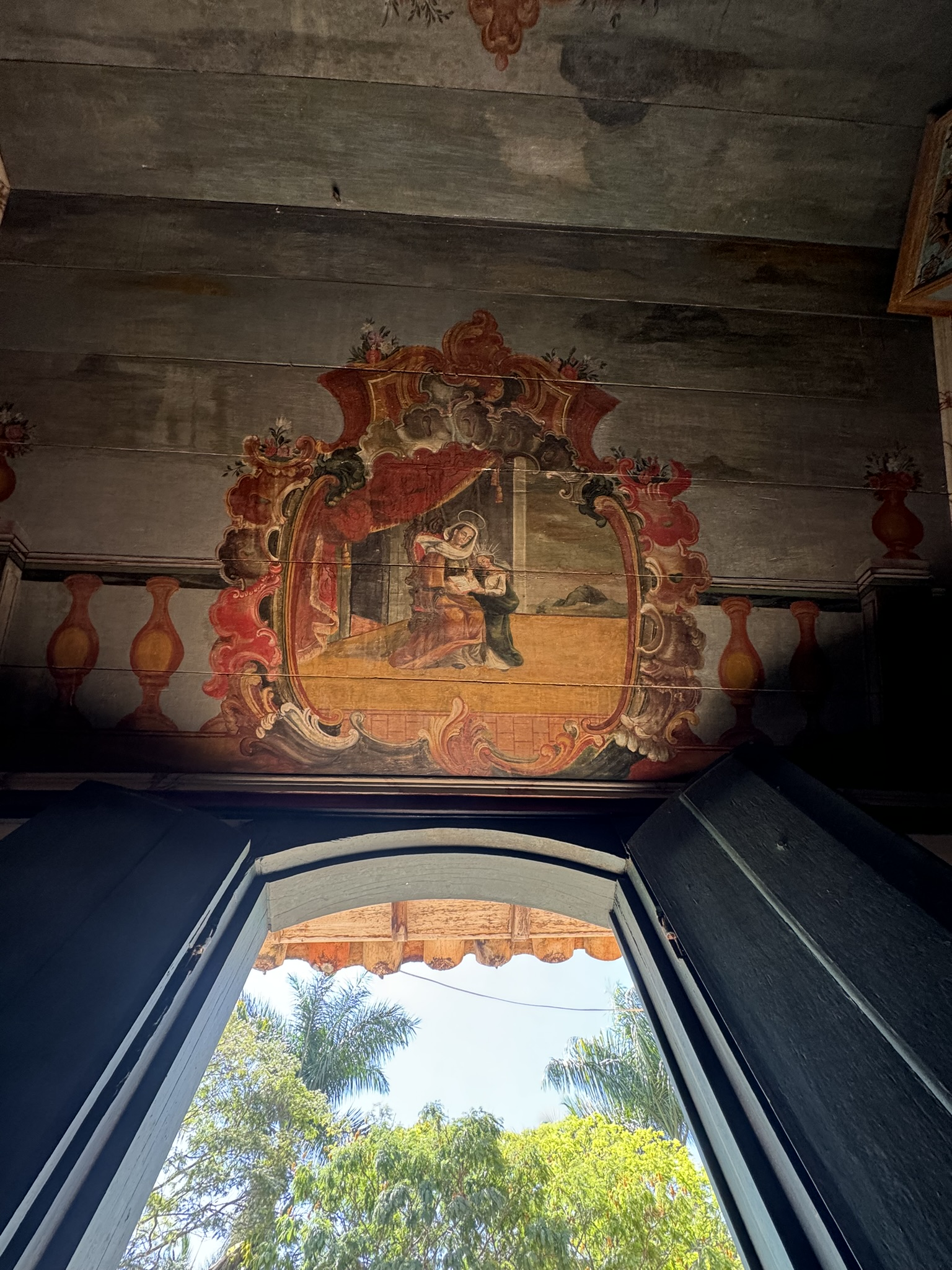
Sant'Ana Mestra, pintura rococó presente no forro da Capela da Fazenda Babilônia.

Os atuais proprietários mantêm, até hoje, algumas relíquias da propriedade de grande relevância histórica. A mais importante delas é imagem de Nossa Senhora da Conceição, produzida pelo escultor José Joaquim da Veiga Vale, a maior referência da arte sacra goiana. Outras relíquias podem ser encontradas na capela da Fazenda Babilônia, como um altar com policromias e a pintura do teto em estilo rococó.

## Atualidade
Afim de atender os turistas que visitam a fazenda, algumas adaptações foram feitas. O antigo paiol é, hoje uma recepção, onde foram construídos novos banheiros e uma loja de artesanato e doces produzidos na própria propriedade. A fazenda hoje é aberta para visitação aos sábados, domingos e feriados, dedicando-se ao turismo histórico e pedagógico.

## Tombamento
A propriedade passou pelo processo de tombamento como Patrimônio Nacional, pelo Instituto do Patrimônio Histórico e Artístico Nacional (IPHAN), e inscrita no Livro de Belas Artes, número 480, em 26/04/1965, conserva o extenso casarão, em estilo colonial e diversos muros de pedras, construídos pelos escravos.